# Немецкий музей обоев
Немецкий музей обоев (нем. Deutsches Tapetenmuseum Kassel) — В первой трети XX века Кассель был одним из крупнейших в Европе производителей обоев.

## История
В 1920 году в Касселе по инициативе торговца обоями Густава Ивена была основана Ассоциация немецкого музея обоев. Спонсирующая ассоциация музея, которая также была основана в этом году, с тех пор является основным финансистом, и к ней принадлежат различные производители и продавцы обоев. Город Кассель присоединился к ассоциации в середине 1980-х годов.
Музей обоев был открыт как частное учреждение в 1923 году. Первоначально он располагался в Красном дворце на Фридрихсплац. Коллекция, в которую вносили вклад производители и продавцы, к 1934 году выросла до 9000 образцов обоев. В том же году выставка была расширена до Белого дворца. Белый дворец и Красный дворец были почти полностью разрушены во время Второй мировой войны (в Касселе находился известный концерн «Хеншель», производивший самолёты, локомотивы, артиллерийские орудия и танки «Тигр», поэтому город подвергался неоднократным бомбардировкам).
С 1948 года музей располагался в замке Вильгельмсхёэ, но в крыле Вайсенштайн (Weißenstein) выставлялась только часть коллекции. В 1976 году музей обоев разместился в Государственном музее земли Гессен, и экспонаты выставлялись на площади 1000 квадратных метров. В 1993 году музей стал собственностью земли Гессен, а коллекция осталась собственностью Немецкой ассоциации музея обоев.
Коллекция, которая к настоящему времени выросла до 23 000 образцов, включает в себя обои из покрытой позолотой кожи XVI века и современные дизайнерские обои, китайские обои, панорамные обои и обои из таких материалов, как цветная бумага и клеёнка. Половина фонда находится в запасниках. Таким образом, в Национальном музее выставлено около 10 000 образцов полных или фрагментированных украшений, изготовленных за последние 300 лет. Из них 600 образцов демонстрируются в богатой выставочной экспозиции и 20 — в виде полноконтрастных интерьерных площадок.
Музей был закрыт для публики в 2008 году в связи с ремонтными работами в государственном музее, однако части коллекции показывались в рамках меняющихся специальных выставок. В дальнейшем музей был представлен в другом помещении, в соответствии с текущим статусом (2016 г.), в новом здании на месте нынешнего административного суда земли Гессен на Брюдер-Гримм-Платц напротив Государственного музея.
Музей обоев в Касселе является частью музейного комплекса Касселя.
Шедевром коллекции считаются французские панорамные обои 1820-х годов «Битва при Аустерлице».